# CFTR

Położenie genu CFTR na chromosomie 7

CFTR (ang. cystic fibrosis transmembrane conductance regulator, błonowy regulator przewodnictwa związany z mukowiscydozą) – białko tworzące kanał chlorkowy w błonie komórkowej, kodowane przez gen CFTR znajdujący się na długim ramieniu chromosomu 7 w locus 7q31.2. Jego nieprawidłowa forma wywołuje chorobę genetyczną – mukowiscydozę.

## Budowa

Budowa białka CFTR. Białko CFTR składa się z dwóch homologicznych połówek. Każda składa się z 6 segmentów transbłonowych oraz z 2 domen wiążącej nukleotyd NBD i cytoplazmatycznej domeny regulatorowej R

CFTR jest białkiem błonowym o masie 170 kD, utworzonym przez 1480 reszt aminokwasowych. W błonie umiejscawia się dzięki hydrofobowym fragmentom cząsteczki, utworzonym przez 12 domen oznaczanych od TM1 do TM12. Tworzą one właściwy kanał jonowy, którym aniony chlorkowe Cl- mogą w pewnych warunkach (o tym dalej) przedostawać się z jednej strony błony na drugą (błony lipidowe są bardzo mało przepuszczalne dla jonów).
To, czy białko w danej chwili przepuszcza aniony chlorków, czy też nie, zależy od fragmentu regulatorowego. Tworzą go do domeny wiążące nukleotydy (ang. nucleotide binding domains, NBD), które są w cząsteczce 2, a także domena regulacyjna, posiadająca reszt skupienie seryny, której grupy wodorotlenowe (-OH) mogą ulegać fosforylacji.

## Funkcja
W stanie spoczynku kanał błonowy jest zamknięty, konformacja cząsteczki nie pozwala na swobodny przepływ jonów Cl-. Jeśli jednak do domen NBD przyłączy się odpowiednia cząsteczka nukleotydu ATP, który ulega tam hydrolizie (defosforylacji), a jednocześnie do seryn domeny regulatorowej przyłączy się reszta fosforanowa, powodując ich fosforylację, zmieni się konformacja cząsteczki, powodując otwarcie kanału i umożliwienie chlorkom wędrówki przez błonę. Białko zaś wraca później do normy, ponownie zmieniając konformację.
W fosforylacji seryn biorą udział białka regulatorowe: kinaza proteinowa A (PKA) oraz kinaza PP2A.

## Mutacje
Gen CFTR jest jednym z częściej wywołujących choroby genetyczne. Opisano dotąd około 550 mutacji i polimorfizmów w jego obrębie. Najczęściej mamy do czynienia z delecją 3 par zasad, w związku z czym 508 aminokwas z kolei (licząc od N-końca), zostaje pominięty. Jest to fenyloalanina, aminokwas silnie hydrofobowy ze względu na swój pierścień aromatyczny. W związku zmniejsza się powinowactwo cząsteczki do błony, co skutkuje utratą specyficznych właściwości zapewniających właściwą pracę kanału chlorkowego.
Oprócz tego we wspomnianym genie często dochodzi do innych delecji, a także do zamiany aminokwasów na inne lub przedwczesnego pojawiania się kodonu STOP (mutacje częste zwłaszcza u Żydów Aszkenazyjskich). Często powstaje białko tworzące kanał, który nie ma możliwości otwarcia się, zawsze jest zamknięty.